# Course en ligne de l'Open de Suède Vårgårda 2010
La 5e édition de la course en ligne de l'Open de Suède Vårgårda a eu lieu le 1er août 2010. Il s'agit de l'avant-dernière manche de la Coupe du monde de cyclisme sur route féminine. Elle est remportée par la Néerlandaise Kirsten Wild.

## Parcours
Douze tours du circuit urbains sont parcourus. Il utilise des routes étroites et comporte une côte courte mais raide.

## Récit de la course
Emma Pooley, attaque seule dans le premier tour. L'équipe HTC-Columbia limite cependant l'écart sous la minute et demi. La Britannique est reprise à mi-course. Shara Gillow contre et obtient une avance d'une minute, mais une crevaison vient réduire ses efforts à néant. Dans la dernière ascension du Hägrungabacken, Marianne Vos place une accélération. Le travail de l'équipe Cervélo permet cependant de reprendre la Néerlandaise. La course se termine donc par un sprint massif. Kirsten Wild devance Adrie Visser et Emma Johansson.

## Classements

### Classement final
| \| Classement général \| Classement général \| Classement général \| Classement général \| Classement général \| \| Coureuse \| Coureuse \| Pays \| Équipe \| Temps \| \| ------------------ \| -------------------- \| ------------------ \| -------------------- \| ------------------ \| \| 1re \| Kirsten Wild \| Pays-Bas \| Cervélo TestTeam \| 3 h 23 min 33 s \| \| 2e \| Adrie Visser \| Pays-Bas \| HTC-Columbia Women \| + 0 s \| \| 3e \| Emma Johansson \| Suède \| Red Sun Cycling Team \| + 0 s \| \| 4e \| Annemiek van Vleuten \| Pays-Bas \| Nederland Bloeit \| + 0 s \| \| 5e \| Ellen van Dijk \| Pays-Bas \| HTC-Columbia Women \| + 0 s \| \| 6e \| Grace Verbeke \| Belgique \| Lotto Ladies \| + 4 s \| \| 7e \| Chantal Blaak \| Pays-Bas \| Leontien.nl \| + 4 s \| \| 8e \| Charlotte Becker \| Allemagne \| Cervélo TestTeam \| + 4 s \| \| 9e \| Irene van den Broek \| Pays-Bas \| Leontien.nl \| + 4 s \| \| 10e \| Megan Dunn \| Australie \| Australie \| + 4 s \| |                      |           |                      |                 |
| |                      |           |                      |                 |
| Source : Cycling Quotient |                      |           |                      |                 |
| Classement général |                      |           |                      |                 |
| Coureuse | Coureuse             | Pays      | Équipe               | Temps           |
| 1re | Kirsten Wild         | Pays-Bas  | Cervélo TestTeam     | 3 h 23 min 33 s |
| 2e | Adrie Visser         | Pays-Bas  | HTC-Columbia Women   | + 0 s           |
| 3e | Emma Johansson       | Suède     | Red Sun Cycling Team | + 0 s           |
| 4e | Annemiek van Vleuten | Pays-Bas  | Nederland Bloeit     | + 0 s           |
| 5e | Ellen van Dijk       | Pays-Bas  | HTC-Columbia Women   | + 0 s           |
| 6e | Grace Verbeke        | Belgique  | Lotto Ladies         | + 4 s           |
| 7e | Chantal Blaak        | Pays-Bas  | Leontien.nl          | + 4 s           |
| 8e | Charlotte Becker     | Allemagne | Cervélo TestTeam     | + 4 s           |
| 9e | Irene van den Broek  | Pays-Bas  | Leontien.nl          | + 4 s           |
| 10e | Megan Dunn           | Australie | Australie            | + 4 s           |

### Points attribués
| Position           | 1er | 2e | 3e | 4e | 5e | 6e | 7e | 8e | 9e | 10e | 11e | 12e | 13e | 14e | 15e |
| Classement général | 100 | 70 | 40 | 30 | 25 | 20 | 15 | 10 | 9  | 8   | 7   | 6   | 5   | 4   | 3   |